# Nancy Genzel Abouke
Nancy Genzel Abouke (* 5. Juli 2003) ist ein naurusche Gewichtheberin.

## Karriere
Nancy Genzel Abouke war neben dem Leichtathleten Jonah Harris eine von zwei Athleten Naurus, die bei den Olympischen Sommerspielen 2020 starteten. Während der Eröffnungsfeier waren sie gemeinsam die Fahnenträger ihrer Nation. Bei der Schlussfeier war sie alleinige Fahnenträgerin. Durch eine IOC-Einladung trat sie in Tokio in der Klasse bis 75 kg an. Sie belegte den zehnten von dreizehn Plätzen.